# Balthasar de Sorba
Balthasar de Sorba est un chevalier génois ayant servi comme amiral de Dalmatie pour le compte du roi Louis Ier de Hongrie, ainsi que comme bailli de la principauté d'Achaïe pendant la période entre 1370 et 1373, pour le compte du prince Philippe de Tarente. Dans ce dernier poste, il se fait connaître pour sa brutalité et son arbitraire, qui provoquent l'ire de la république de Venise ainsi que des magnats locaux ; l'archevêque latin de Patras, Jean Piacentini, finit même par fuir son siège et propose de le céder à Venise. Cette dernière tentative n'est finalement déjouée que par la mort du prince Philippe et le rappel de son bailli.